# تيار الكهف
تيار الكهف، المعروف أيضًا باسم كهف النهر المكسور، هو كهف طويل  في نيوزيلندا يبلغ طوله 594 متر (1,949 قدم)، يقع على طريق الولاية السريع 73. يبعد بـ40 كيلومتر (25 ميل) من ممر آرثر و 100 كيلومتر (62 ميل) من كرايستشيرش.
يُعد موقعًا شهيرًا للسياح العابرين، ولكن في الربيع وأثناء هطول الأمطار الغزيرة قد يكون من الخطر دخول الكهف. وقد وقعت حالتا وفاة في الكهف، واحدة بسبب الغرق والأخرى بسبب انخفاض درجة حرارة الجسم. يسهل استكشاف الكهف عندما يكون النهر منخفضًا. يوجد شلال صغير لتسلقه في النهاية البعيدة، على الرغم من أن البراغي والسلاسل تجعل هذا الأمر سهلاً للتفاوض.